# Evangelische Kirche Lauter (Laubach)

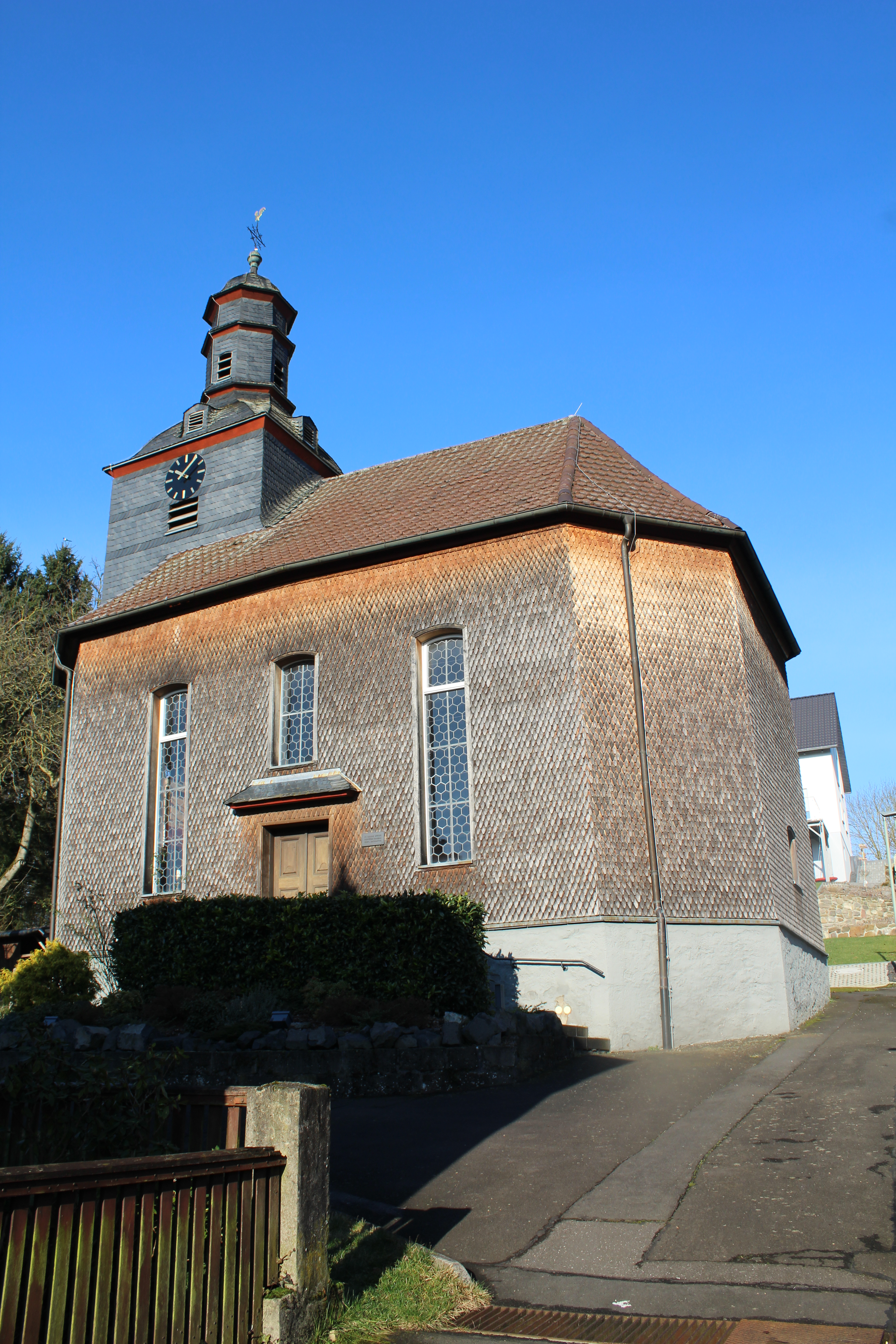
Südseite der Kirche in Lauter

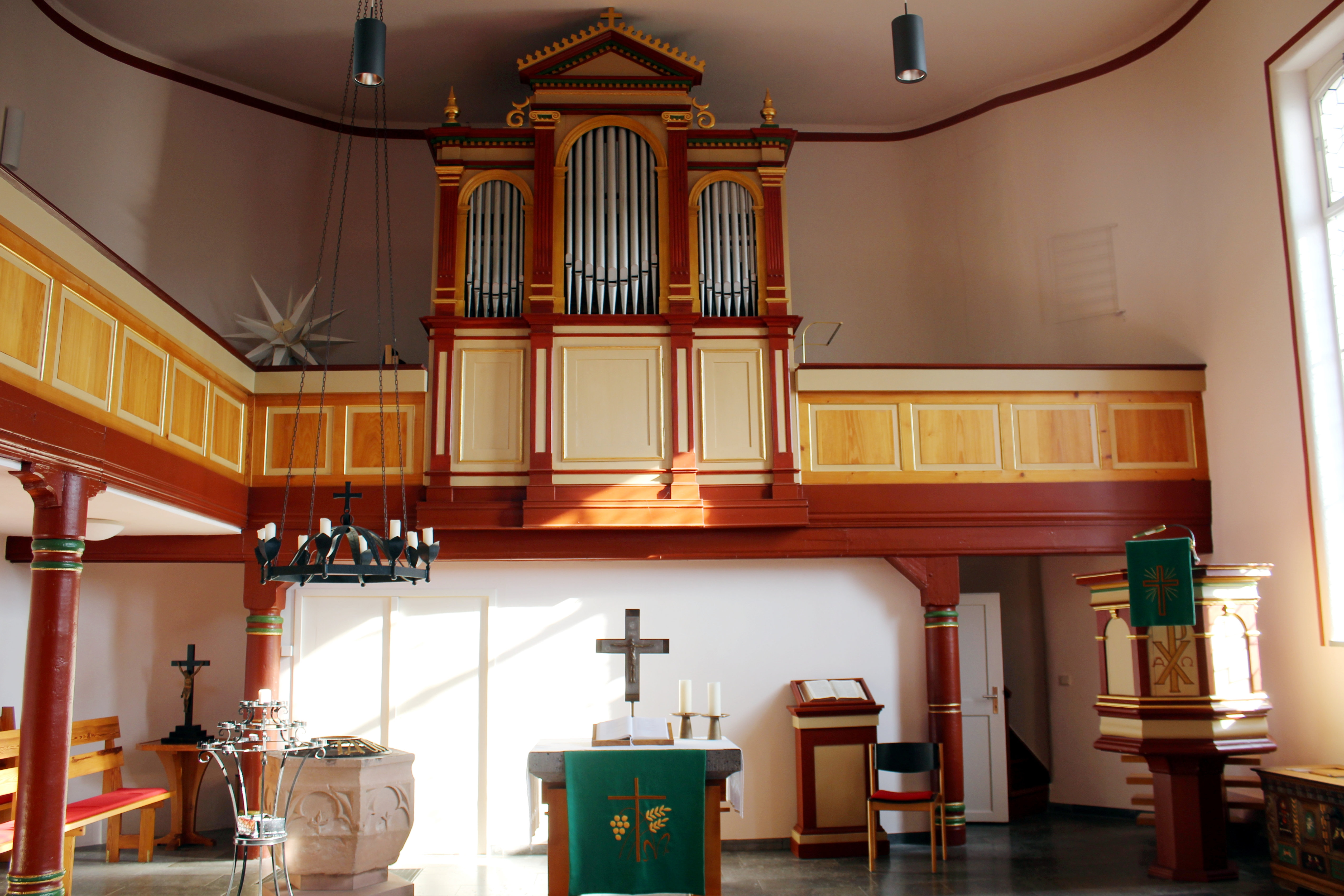
Blick zu Altar und Orgelempore

Die Evangelische Kirche in Lauter, einem Stadtteil von Laubach im Landkreis Gießen (Hessen), ist eine barocke Fachwerkkirche aus dem Jahr 1773 bis 1779. Die Saalkirche mit Dachreiter und für Oberhessen untypischem Fachwerk ist hessisches Kulturdenkmal.
Die Kirchengemeinde gehört zum Dekanat Gießener Land in der Propstei Oberhessen der Evangelischen Kirche in Hessen und Nassau.

## Geschichte

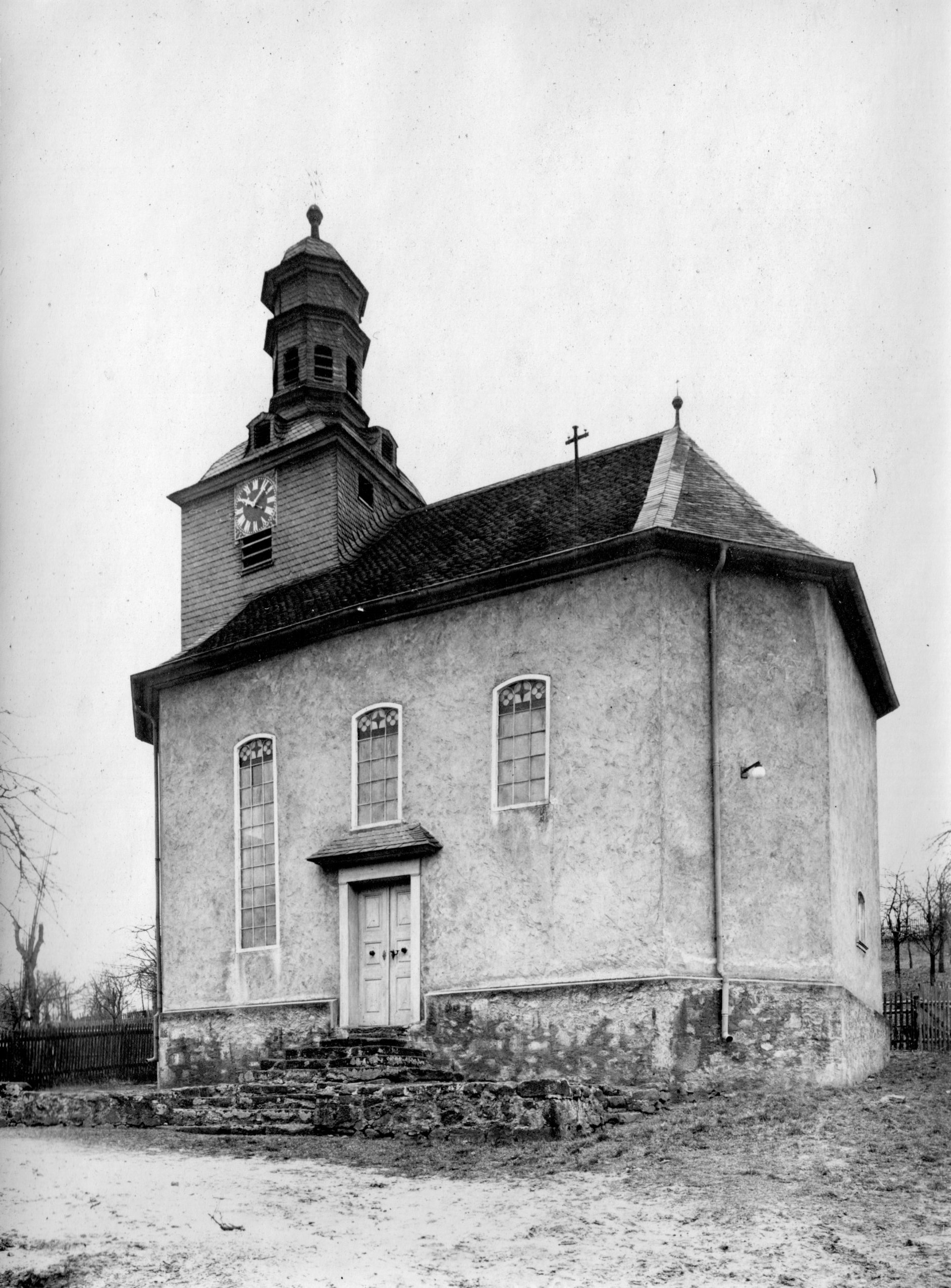
Kirche um 1912

Der Vorgängerbau geht auf vorreformatorische Zeit zurück und ist im Jahr 1448 erstmals bezeugt. Er war ursprünglich wahrscheinlich Filial von Grünberg. Mit Einführung der Reformation (1527 in Grünberg) wechselte die Kirchengemeinde zum evangelischen Bekenntnis. Sie war um 1550 bei Queckborn eingepfarrt und wurde 1577 zur selbstständigen Pfarrei erhoben, später aber wieder Filial von Queckborn.
Da die alte, steinerne Kuratkapelle, die der Seelsorge diente, ungünstig auf einem sumpfigen Wiesengelände nahe der Lauter beim alten Friedhof stand und in der ersten Hälfte des 18. Jahrhunderts abgängig wurde, richtete die Kirchengemeinde am 5. Juli 1747 ein Bittgesuch an den Landgrafen um Unterstützung mittels zehn Eichenstämmen für einen Neubau: „Es ist unser Kirchlein eines der miserabelsten im gantzen Fürstenthum“, sodass „bey Wasserfluthen man entweder gar nicht oder mit Gefahr in dieselbe gehen muss; überdas ist solches dermaßen schadhaft, daß viele Risse in der Mauer sind, und der täglich der Einfall drohet“. Der Aufforderung, zunächst den Steinsockel zu errichten, konnte die Gemeinde aus finanziellen Gründen nicht nachkommen. So wurde im Jahr 1750 um eine Kollektensammlung gebeten, die der Landgraf am 12. März 1751 bewilligte. Bedingt durch den Siebenjährigen Krieg und den Durchzug verschiedener Heere durch den Ort wurde der Neubau aufgeschoben. Nach Einsturz einer Giebelwand im Jahr 1763 kam es zunächst zu einer Ausbesserung. 1771 wurde die baufällige Kapelle abgerissen. Die Gottesdienste fanden fortan in Scheunen statt. Erst 1773 ermöglichten die finanziellen Mittel die Grundsteinlegung. Die erste Taufe im noch nicht fertiggestellten Gotteshaus ist für das Jahr 1774 bezeugt. Die neue Kirche fand an einem Südhang oberhalb des damaligen Dorfes seinen Standort und wurde 1777/1778 fertiggestellt. Aus der alten Kirche wurde eine Glocke von 1751 übernommen. Nach Fertigstellung der Einrichtung im Jahr 1779 wurde die neue Kirche am 6. Oktober 1779 eingeweiht.
Der Guss einer zweiten Glocke erfolgte 1792. Mit Anschaffung einer neuen Orgel wurde die Winkelempore 1801 um die Ostempore erweitert. Beide Glocken wurden 1917 an die Rüstungsindustrie abgeliefert. 1920 wurde eine Glocke, 1928 die zweite ersetzt. Nach dem Zweiten Weltkrieg wurden die abgelieferten Glocken 1949 und 1959 ersetzt. Die ursprünglich verschindelte Fachwerkkirche war bereits vor dem Ersten Weltkrieg verputzt. 1963 folgte der Einbau einer Elektroheizung, von 1975 bis 1977 eine Innen- und Außenrenovierung. In diesem Zuge wurden die beiden runden Deckengemälde mit umlaufenden Bibelversen, die den Auferstandenen und zwei Engel zeigten, übertüncht. Auch die Brüstungsmalereien mit Bibelversen, Blumengebinden und Gemälden von Martin Luther und Paul Gerhardt wurden überstrichen. Nachdem das Fachwerk 1977 bis auf die Nordseite freigelegt worden war, wurde die Wetterseite 1997 verschindelt. Seit dem Jahr 2010 schützen Holzschindeln drei Seiten der Kirche.

## Architektur

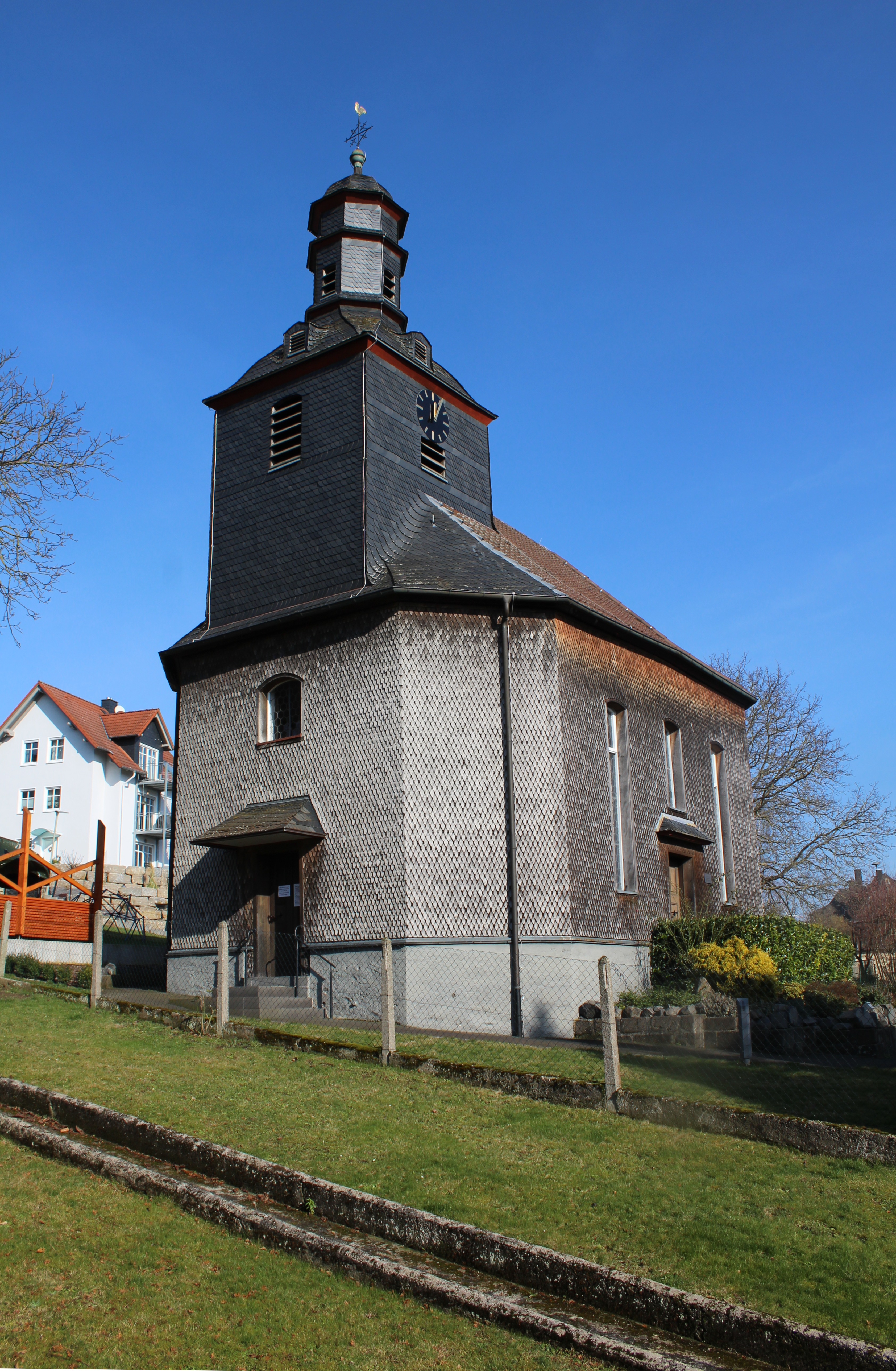
Ansicht von Südwesten

Die Saalkirche ist erhöht am Ortsrand an einem Südhang errichtet. Die für die Region ungewöhnliche Bauform eines rechteckigen Grundrisses mit abgeschrägten Ecken geht möglicherweise auf den Gießener landgräflichen Baumeister zurück. Das Fachwerk ist seit 2010 an drei Seiten verschindelt und an der Nordseite verputzt. Das Ziegeldach ist in den vier Ecken abgewalmt. Über dem Quadersockel und dem Schwellenkranz erhebt sich das Fachwerk in streng symmetrischer Ständerbauweise mit vier Riegeln in fünf Zonen. An die kräftigen Eckständer, die von der Schwelle bis zur Traufe reichen, sind je zwei Streben angebaut, die durch zwei Zonen gehen. Die abgeschrägten Seitenwandungen weisen zweizonige Streben, Andreaskreuze, Rauten und V-Motive auf.
Die Südseite wird durch drei schmale Stichbogen-Fenster und die Nordseite durch drei hochsitzende Stichbogen-Fenster gegliedert. Zwei kleine Stichbogenfenster sind im Westen über dem Portal und im Osten über dem Steinsockel eingelassen. Das Gebäude wird im Westen und Süden durch rechteckige Portale mit kleinem Vordach erschlossen.
Der mächtige, verschieferte Dachreiter ist im Westen aufgesetzt und beherbergt drei Glocken. Über dem vierseitigen Glockengeschoss leitet ein geschweiftes, mit kleinen Gauben besetztes Pultdach zur zweistufigen, oktogonalen welschen Haube über, die von Turmknauf, Kreuz und Wetterhahn bekrönt wird.

## Ausstattung

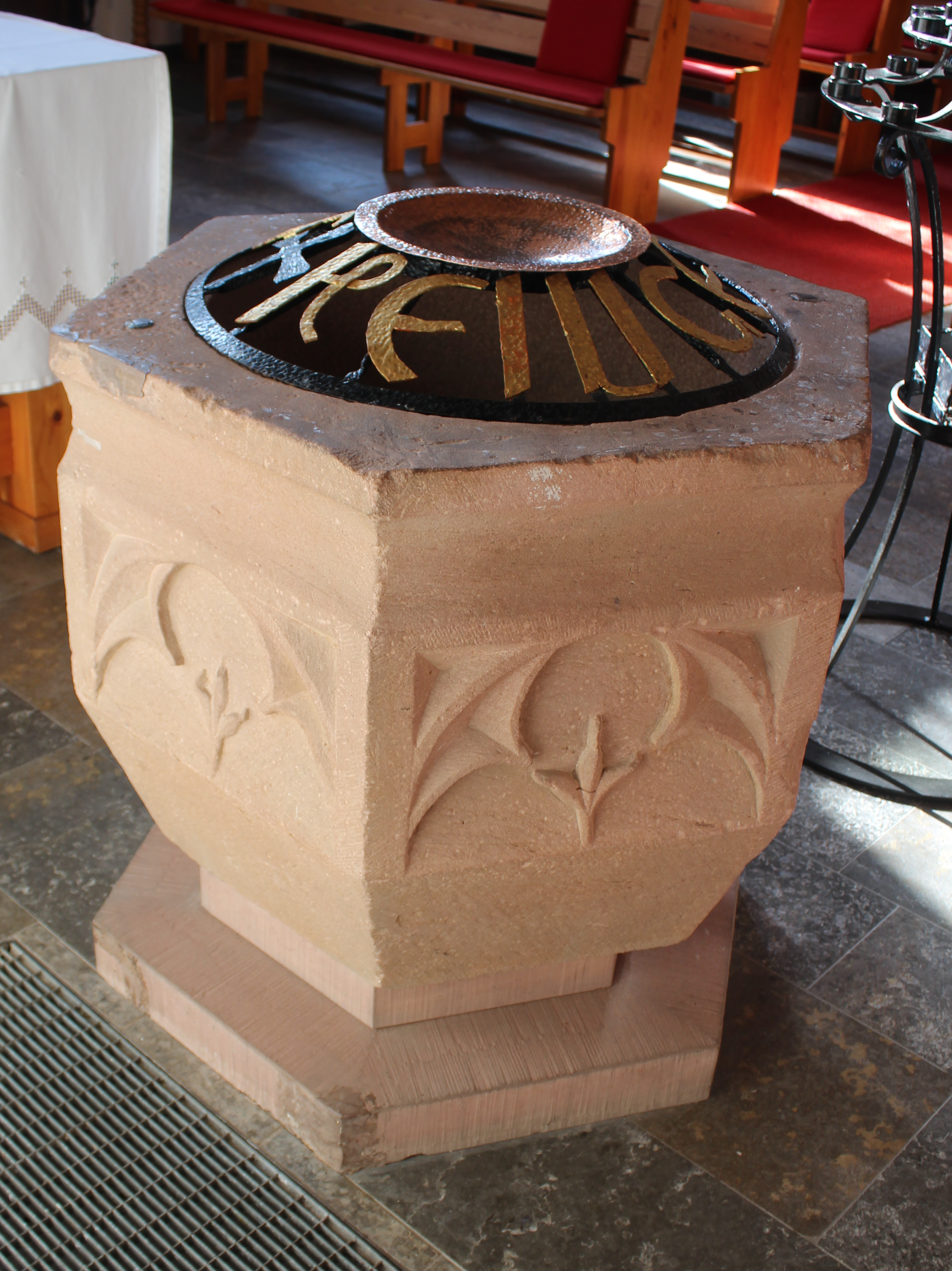
Gotisches Taufbecken

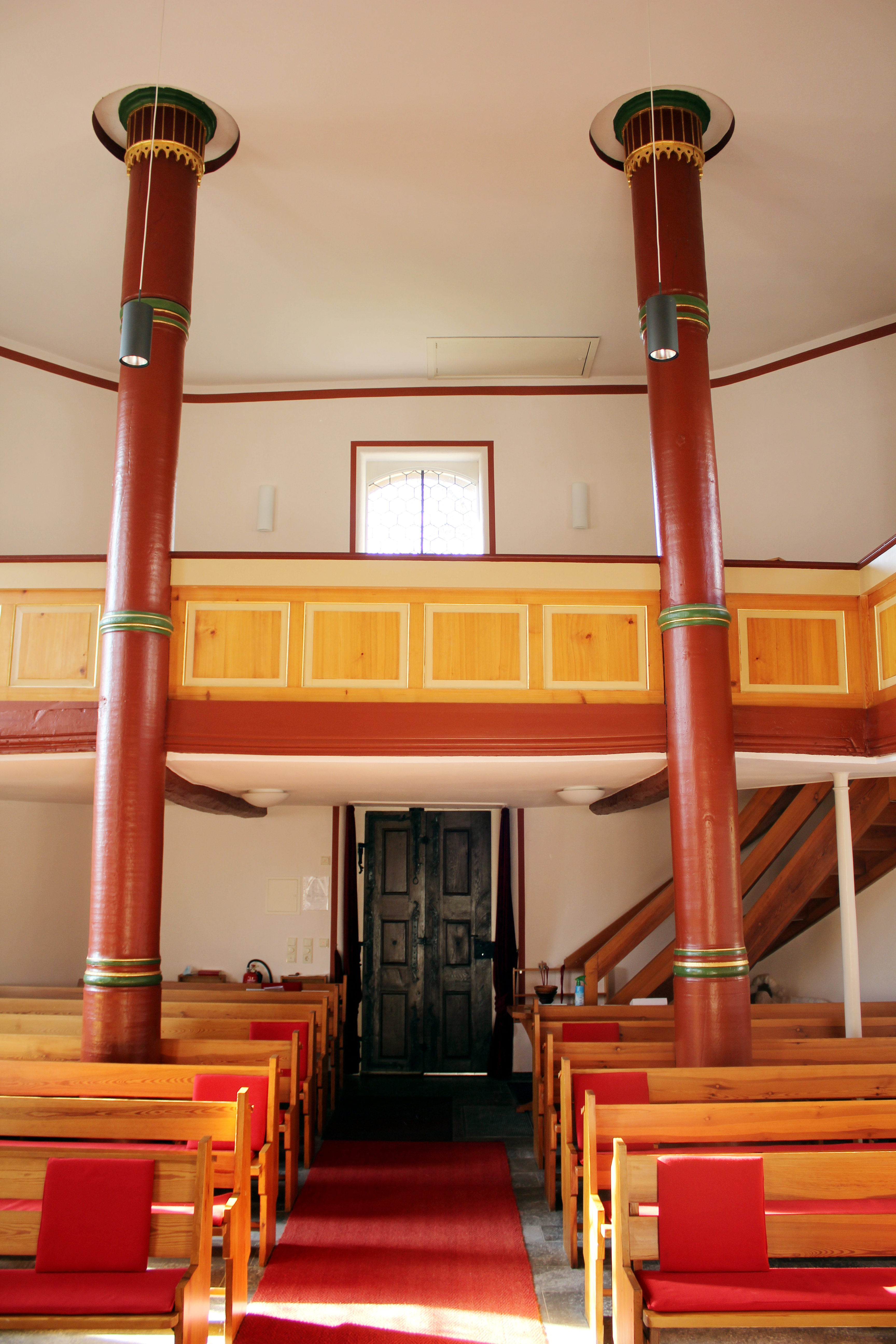
Blick Richtung Westeingang

Der schlicht gestaltete Innenraum wird von einer Flachdecke abgeschlossen, die im Westen auf zwei gegliederten Rundsäulen ruht. Die Säulen beziehen die Empore ein und stützen den Dachreiter. Die dreiseitig umlaufende Empore wird von runden Holzsäulen getragen. Die holzsichtigen Füllungen in den Emporenbrüstungen sind schlicht.
Ältestes Ausstattungsstück ist das sechsseitige, gotische Taufbecken aus rotem Sandstein, das aus der Vorgängerkirche übernommen wurde. Es hat an den Seiten Maßwerkblenden mit einem Dreipass und einem kleinen kreuzförmigen Blattornament. Die massive Mensa (Platte über Schräge) ruht auf einem hölzernen Gestell.
Die polygonale hölzerne Kanzel wurde aus der alten Kirche übernommen. Sie hat oben und unten ein umlaufendes profiliertes Kranzgesims mit Fries und ruht auf einem achteckigen Fuß. Die rundbogigen Füllungen der Kanzelfelder sind an einer Stelle mit dem Christusmonogramm bemalt.
Eine geschnitzte Eichentruhe von 1791 ist reich mit Intarsien und Malereien verziert. Sie stand viele Jahre auf dem Dachboden der Kirche und wurde erst bei der Renovierung 1977 heruntergeholt. Schreinermeister Oskar Tröller besserte die schadhaften Schnitzereien aus und Weißbinder Albert Schmidt frischte die Farben auf.
Das holzsichtige Kirchengestühl lässt einen Mittelgang frei. Der unter der Orgel eingebaute Pfarrstuhl wurde 1977 durch eine weiße Altarwand ersetzt, der eine Sakristei abgrenzt.

## Orgel

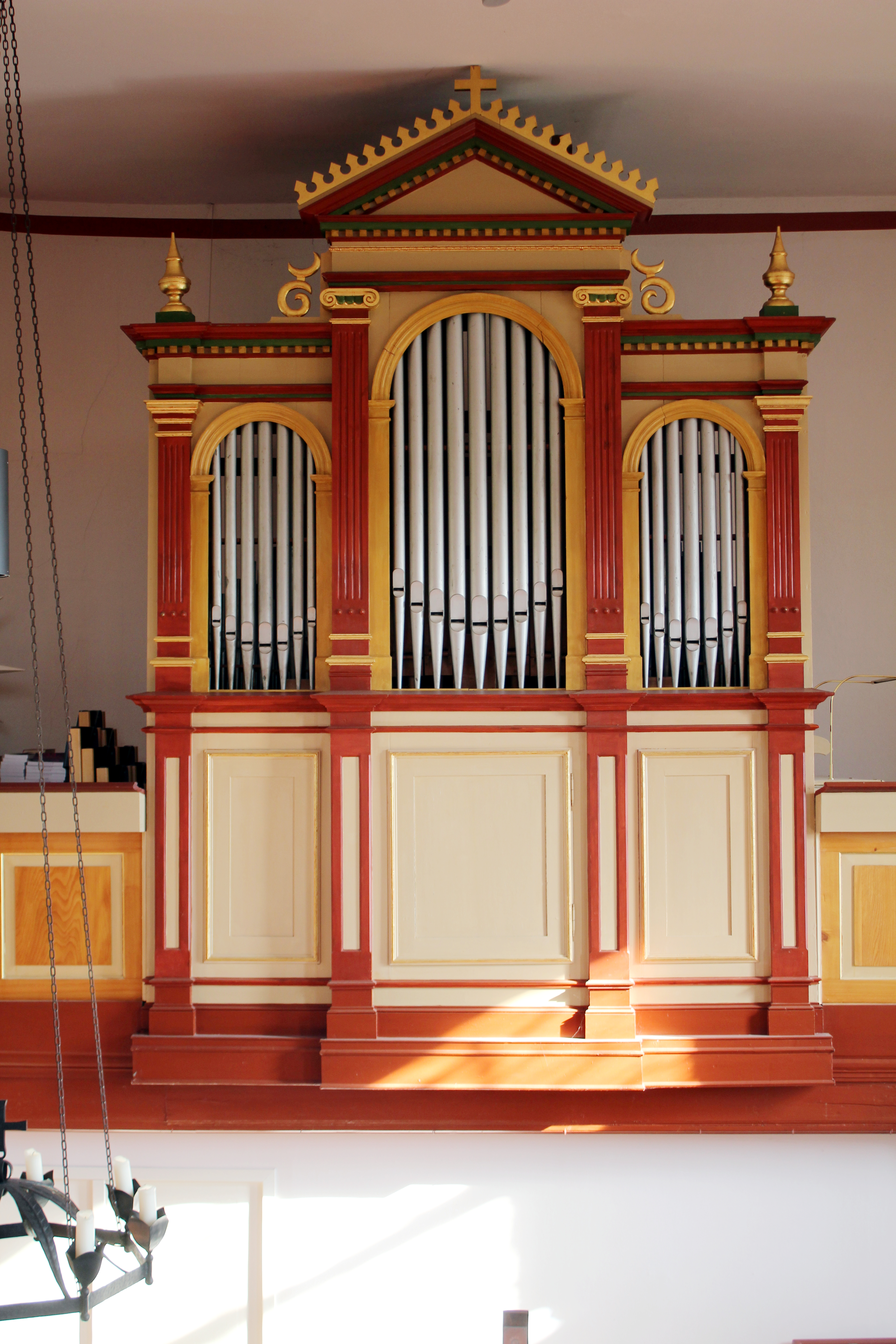
Orgel von 1904

Für die neue Kirche schaffte die Gemeinde im Jahr 1801 eine neue Orgel an. Das Instrument wurde 1904 durch einen Orgelneubau der Licher Firma Förster & Nicolaus mit klassizistischem Prospekt auf der Ostempore ersetzt. Vier Pilaster in der Emporenbrüstung setzen sich im oberen Teil fort und gliedern dort drei rundbogige Pfeifenfelder. Das mittlere Feld ist überhöht und wird von einem Dreiecksgiebel abgeschlossen, der von zwei ionischen Kapitellen getragen wird. Das seitenspielige Werk verfügt über eine pneumatische Traktur mit Kegelladen und acht Register, die auf ein Manual und Pedal verteilt sind. Die Disposition lautet wie folgt:
| I Manual C–f3    |       |
| Principal        | 8′    |
| Flöte            | 8′    |
| Bourdun          | 8′    |
| Salicional       | 8′    |
| Octave           | 4′    |
| Flöte dolce      | 4′    |
| Rauschquinte III | 2 ⁄3′ |

| Pedal C–d1 |     |
| Subbass    | 16′ |

- Koppeln: I/P, Suboktavkoppel